# Vox Populi Vox Dei
Vox Populi Vox Dei ist ein Musikalbum von Ivo Perelman, Iva Bittová und Michael Bisio. Die am 15. September 2017 in den Park West Studios in Brooklyn entstandenen Aufnahmen erschienen am 15. August 2024 auf Mahakala Music.

## Hintergrund
Nachdem Iva Bittová 1986 mit der Aufnahme von Schallplatten begann, erlangte ihre einzigartige Gesangs- und Instrumentaltechnik in den folgenden Jahren internationale Anerkennung. Seitdem ist sie immer wieder in Europa, den USA und Japan aufgetreten und hat eine Reihe von Soloalben veröffentlicht. Am 15. September 2017 nahm sie zusammen mit dem Saxophonisten Ivo Perelman und dem Bassisten Michael Bisio in den Park West Studios in New York auf.
Das Album Vox Populi Vox Dei enthält drei Stücke die schlicht „One“, „Two“ und „Three“ heißen und drei relativ lange Improvisationen sind, in denen Bittová singt und Geige spielt. Der Titel des Albums ist an den Ausdruck Vox populi vox Dei angelehnt, der übertragen „die öffentliche Meinung hat großes Gewicht“ bedeutet.

## Titelliste
- Ivo Perelman, Iva Bittová und Michael Bisio: Vox Populi Vox Dei (Mahakala Muaic 074)

1. One 11:15
2. Two 26:06
3. Three 28:27

Die Kompositionen stammen von Ivo Perelman, Iva Bittová und Michael Bisio.

## Rezeption

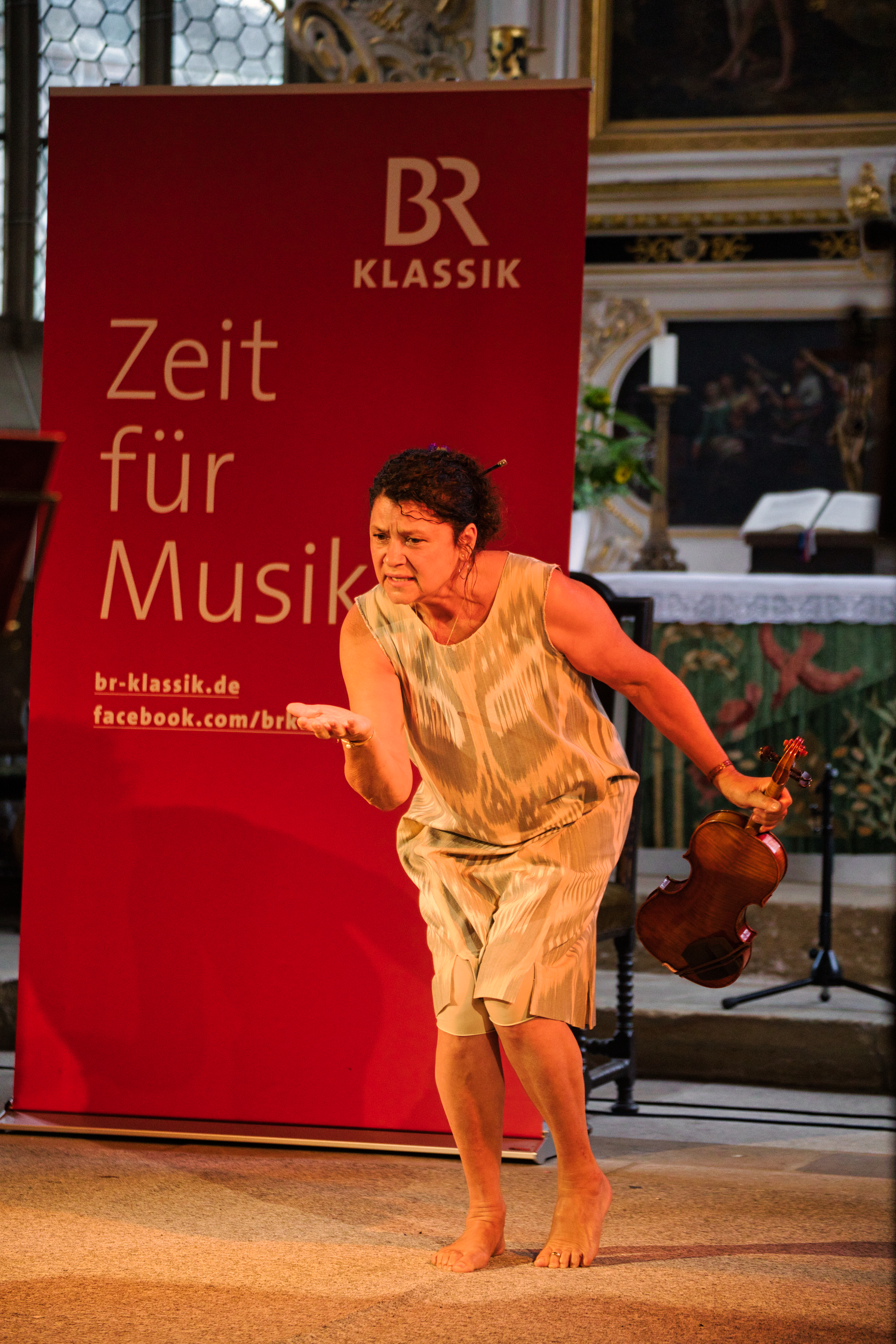
Iva Bittová (2024)

Lynn René Bayley (The Art Music Lounge) gefiel, dass ein Großteil der Musik ruhig und intim ist. Im zweiten Titel komme es zur ruhigen Interaktion von Bittová und Perelman zu einem faszinierenden Streichsolo von Bisio im höchsten Bassbereich. In solch einer relativ entspannten, aber dennoch äußerst kreativen Atmosphäre erlebe man dann eine weitere Rarität in einer Perelman-Aufnahme, bei der alle drei Teilnehmer auf höchst musikalische Weise ungewöhnliche Klangeffekte einbringen. Diese Session sei in Perelmans Schaffen ungewöhnlich, indem sie ein Gefühl der Wärme vermittle. Es klinge wirklich so, als hätten drei beim Spielen dieser Musik viel Spaß gehabt.
Nach Ansicht von Jan Granlie (Salt Peanuts) könne man hier eine andere Seite von Perelman erleben, wobei er Bittová aus Respekt folgt, so gut er kann, und mit Bisio als Mitwirkender wurde dies eine spannende und herausfordernde Begegnung zwischen den süd<sic!>europäischen Wurzeln der Sängerin und der New Yorker Improvisationsszene. Bittová sei eine brillante Gesangskünstlerin, die ihren Volksmusik-Hintergrund als Grundlage für freie Improvisation nutze. Darüber hinaus sei ihr Geigenspiel originell, das sich perfekt in die freie Improvisation einfüge.